# Onsen-Tamago

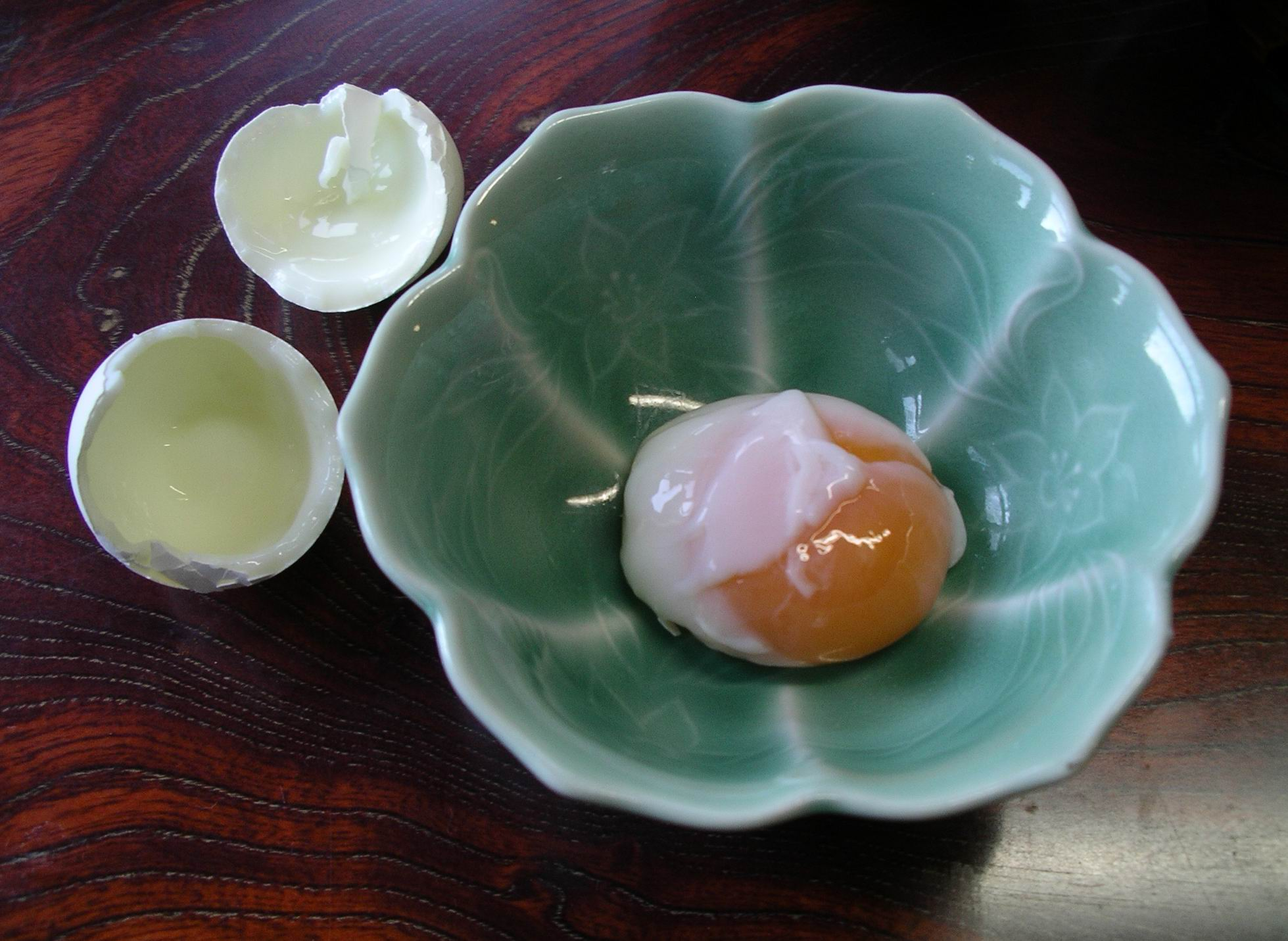
Onsen-Tamago in einem Restaurant in Nagano

Onsen-Tamago (japanisch 温泉卵 oder 温泉玉子) oder Onsen-Eier sind Eier, die in Japans heißen Quellen, sogenannten Onsen, gegart wurden.

## Zubereitung

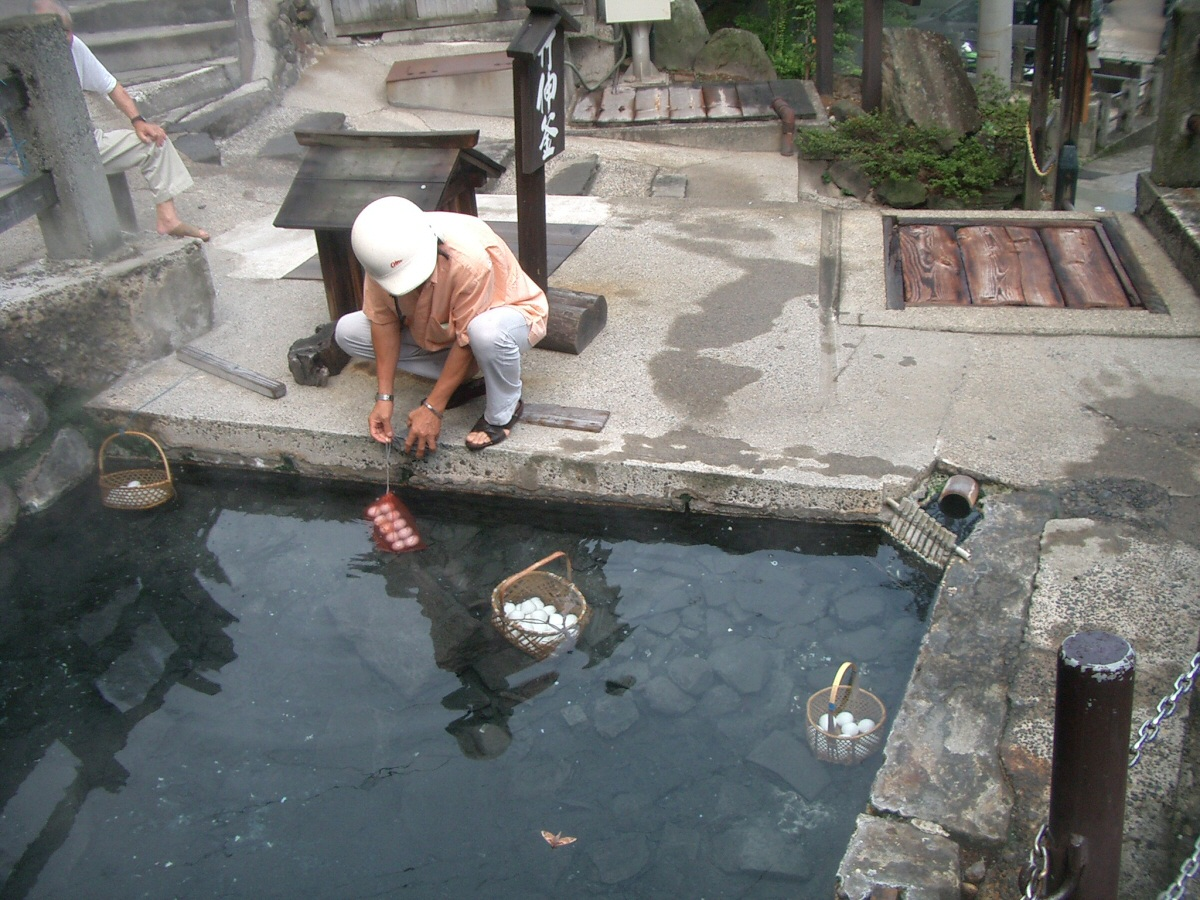
Garen von Onsen-Tamago in Nagano

Anders als üblich gekochte Eier garen Onsen-Eier in der Regel rund eine Stunde bei Temperaturen zwischen 62 °C und 69 °C, wodurch sowohl Eiklar wie Dotter nur leicht gerinnen und eine gleichmäßig wachsweiche Konsistenz erhalten, vergleichbar mit verlorenen Eiern. Bei 70 °C würde das Eiklar stocken, was nicht gewünscht wird. Da die Gerinnungstemperatur von Eigelb 65 °C beträgt, ergeben sich bei der Wahl der Temperatur oberhalb und unterhalb dieser Temperatur markante Unterschiede beim gekochten Onsen-Ei. Es ist lediglich eine Sache der Vorlieben, ob man Onsen-Eier unter oder über diesem Temperaturpunkt kocht. Durch die im Wasser gelösten Mineralien nehmen die Eier zusätzlich einen je nach Quelle mehr oder weniger salzig-schwefligen Geschmack an. In Kurorten wie Beppu werden diese Eier an Straßenständen verkauft. 

### Schwarze Eier

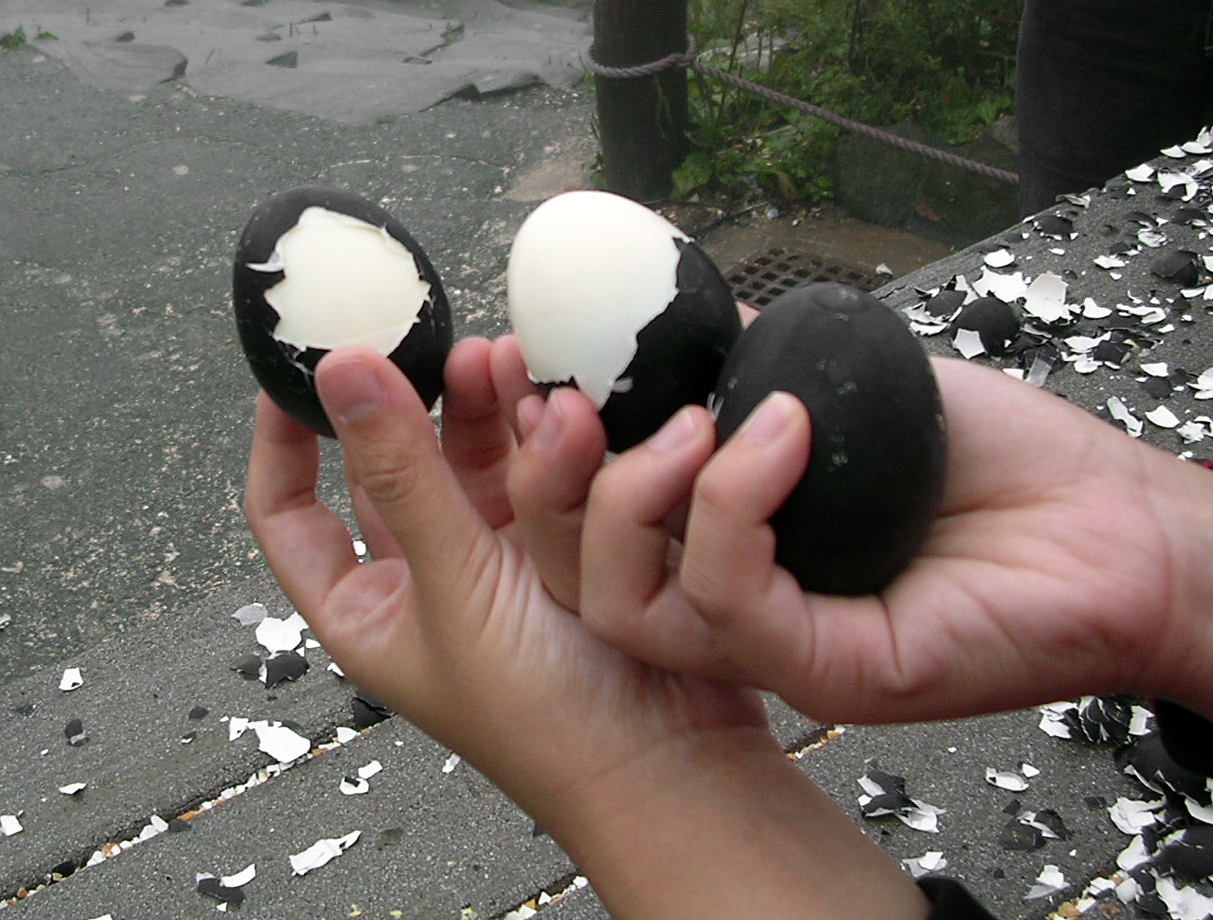
Kuro-Tamago (Schwarze Eier)

Im Ōwakudani-Tal (大涌谷) in der Nähe von Hakone gibt es besondere Onsen-Tamago, sogenannte schwarze Eier (黒玉子, kuro-tamago), bei denen gelöste Sulfate und Eisenionen in der Quelle die Schalen schwarz färben. Sie sind aufgrund der Hitze der Quellen hartgekocht.

### Westliche Küche
Mit der Verbreitung der Niedrigtemperaturmethode in der westlichen Gourmet-Küche wurde auch die Zubereitungsart des Onsen-Eis übernommen und verfeinert.